# NeoLAZ-10
ЛАЗ-4207DM «НеоЛАЗ» — 10-метровий туристичний автобус для інтернаціональних перевезень, що виготовляється на Львівському автобусному заводі з 2012 року. Спорідненою моделлю є 12-метровий автобус НеоЛАЗ 5208 з підвищеним рівнем комфорту.
В 2012 році виготовлено один екземпляр моделі.
Комфортабельністю автобус майже не поступається сучаснішому ЛАЗ 5208 — його довжина становить 10 метрів, кузов оцинкований, вагонного компонування, вікон усього 34, вони (згідно з стандартами туристичних автобусів) тоновані. Пасажиромісткість становить 41 чоловік; на стоячі місця дана модель не розрахована. Крісла пасажирів ортопедичні, вільні, м'які та можуть відкидатися  на 55 градусів. Зазвичай розташовані попарно; на найостаннішому майданчику таких крісел 5. На їхніх спинках розташовані: відкидний столик (є отвір для склянки/пляшки), попільничка німецького дизайну автобусів «vogel-sitze»
знизу  крісел розташовані кнопки відкидання спинки, а також кнопка переміщення сидінь по спеціальних рейках. У разі потреби, вікно можна закрити шторами. Над кожним місцем є індивідуальний обдувний кондиціонер, який керується самим пасажиром; вмикається при швидкості руху автобуса понад 30 км/год. Також над кожним сидінням встановлено синю лампочку-підсвітку, що може вмикатися або водієм, або пасажиром.
Серед додаткових зручностей — у салоні розміщено 2-3 спеціальні рідкокристалічні DVD-телевізори (система вмикання та диски/касети із записами містяться у спеціальному відсіку в передній частині автобуса); також в автобусі є туалет, холодильник, міні-кухня (розташована перед середніми дверима) і система обігріву всього салону потужністю у 30 кВт. Місце водія «індивідуальне»; приладна дошка зроблена у новому варіанті, суттєво відрізняється від міських. Лобове скло панорамне, автобус має видовжені склоочисники один над одним.
Підвіска автобуса високопідлогова, проте пневматична, завдяки їй автобус може плавно рухатися на великій швидкості. Двигун автобуса найчастіше MAN DO836 з потужним глушником, автобус має подвійну вихлопну трубу; витрати палива сягають 25 літрів ДП  на 100 кілометрів при швидкості 60 км/год. Має дуже великий паливний бак — він уміщує до 800 літрів (у той час як нові моделі Mercedes Benz уміщують 400-500), також має додатковий паливний бак із такою ж місткістю. Максимальна швидкість —125 км/год.

## Див.також
- НеоЛАЗ 5208